# (1077) Кампанула
(1077) Кампанула (лат. Campanula) — астероид главного пояса, который был открыт 6 октября 1926 года немецким астрономом Карлом Рейнмутом в обсерватории Хайдельберг и назван в честь латинского названия рода исключительно травянистых растений семейства колокольчиковые. 

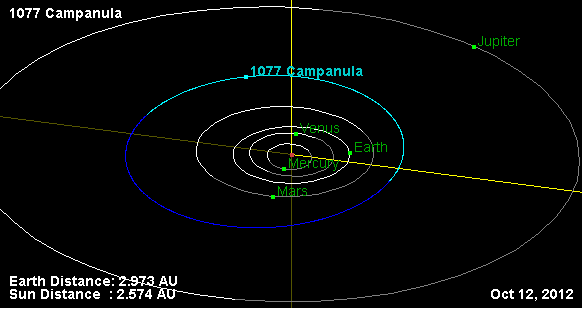
Орбита астероида Кампанула и его положение в Солнечной системе